# 성주 도성리 삼효각
성주 도성리 삼효각(星州 道成里 三孝閣)은 대한민국 경상북도 성주군 선남면 도성리에 있는 건축물이다. 2014년 10월 30일 경상북도의 문화재자료 제624호로 지정되었다.

## 개요
이 건물은 밀양박씨 규정공 주부공파(密陽朴氏 糾正公 主簿公派) 박안연(朴安連, 명종 21년, 1566~ 광해군 11년, 1619)과 그 후손 박시구(朴蓍龜, 영조 40년, 1764~ ?), 박광인(朴光仁, 정조 19년, 1795 ~ 헌종 1년, 1835) 3인의 효행을 기려 1866년(고종3)에 건립한 효자 정려각으로 1911년에 현재의 위치로 이건되었다.
삼효각은 정면 3칸, 측면 1칸 규모로 건물 내부는 3칸통으로 개방된 공간으로 꾸며져 있고, 바닥은 시멘트 모르타르로 마감되어 있다. 내부 좌측면의 대들보에는‘삼효각 상량문(三孝閣 上樑文)’우측면 대들보에는‘삼세 정각 이건기(三世 旌閣 移建記)’가 걸려 있고 후면 우협칸 벽상에‘효자증 동몽교관응천박공휘광인지려(孝子贈童蒙敎官凝川朴公諱光仁之閭)’, 어칸에‘효자증동몽교관응천박공휘시구지려(孝子贈童蒙敎官凝川朴公諱蓍龜之閭)’, 좌협칸에‘효자증사헌부감찰응천박공휘안연지려(孝子贈司憲府監察凝川朴公諱安連之閭)’정려가 각기 걸려 있다.
이 효자정려각은 한 집안에서 3인의 효자를 배출한 점과 21세기 올바른 효 문화를 고취시킬 수 있는 유교문화유산으로서의 역사적 가치가 있다.

## 참고 자료
- 성주 도성리 삼효각 - 국가유산청 국가유산포털